# Portão

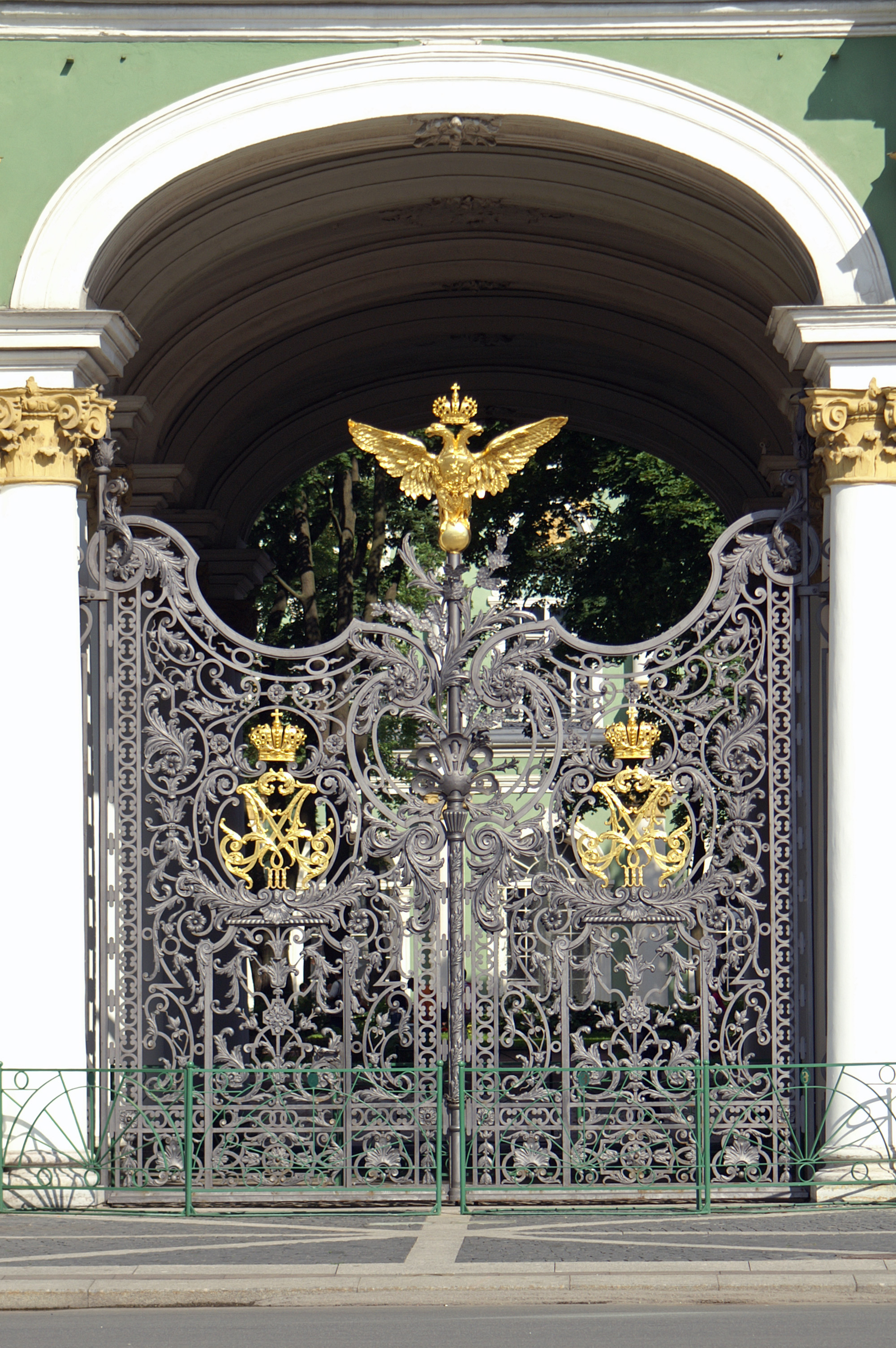
Portões de residências oficiais frequentemente apresentam um elaborado artesanato em ferro.

Um portão é um ponto de entrada para um espaço fechado ou uma abertura em um muro ou cerca, sendo o aumentativo de porta.  Portões podem prevenir ou controlar a entrada ou saída, ou podem ser meramente decorativos.

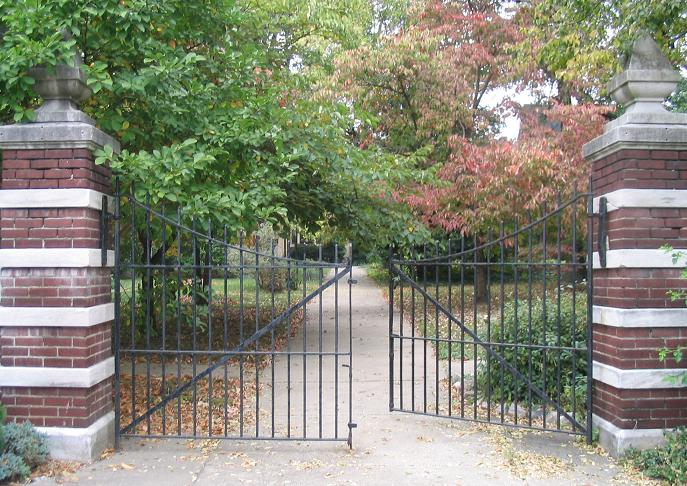
Este portão não impede a entrada, mas sugere claramente uma linha de fronteira.
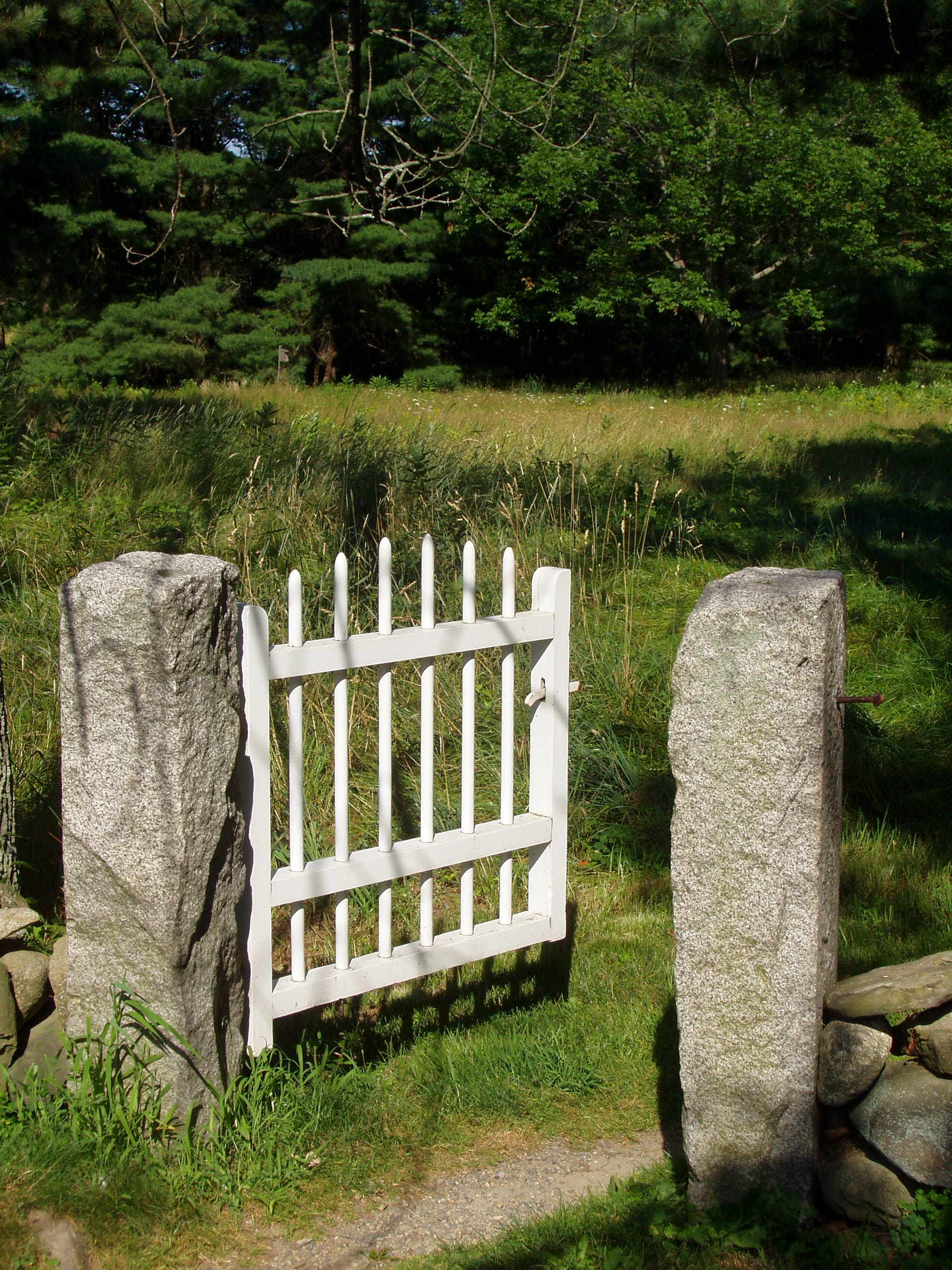
Um portão pequeno, mas elegante para um caminho do prado.
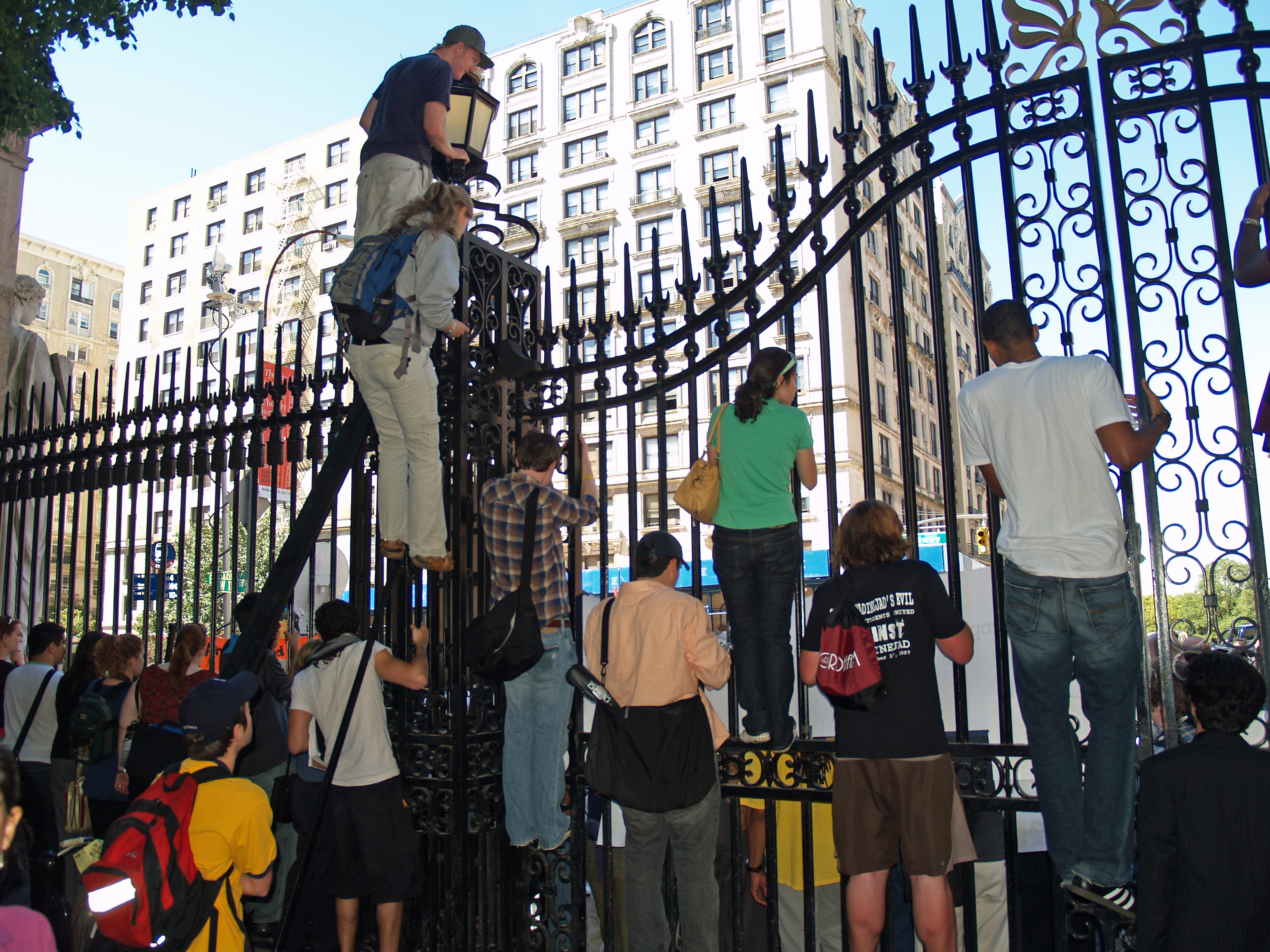
Este portão na Universidade de Columbia foi fechado para impedir que manifestantes contrários à visita de Mahmoud Ahmadinejad entrassem no câmpus, em 2007.

## Desenhos básicos
A versão mais comum é a porta articulada com uma folha de porta móvel que é fixada de forma pivotante ao aro da porta (aro, invólucro da porta) com duas ou mais dobradiças (dobradiças da porta).
Uma porta de correr é fixada ao caixilho com calhas de correr sobre as quais a folha da porta é suspensa e pode ser deslocada lateralmente.
No caso de portas dobráveis, a folha ou folhas da porta são divididas em várias partes por dobradiças ou tiras flexíveis, que se dobram para fora do plano de fecho quando abertas.